# Black Rock, Victoria
Black Rock är en förort till Melbourne. Den ligger i kommunen Bayside och delstaten Victoria, omkring 18 kilometer söder om centrala Melbourne. Antalet invånare är 5 796.